# Buck Angel
Jake Miller (Yucatán, 5 juni 1962), beter bekend als Buck Angel is een Amerikaanse pornoacteur en motivational speaker. Hij is bekend in zijn vak als een van de eerste transgendermannen, heeft enkel een mastectomie ondergaan omdat toentertijd nog weinig technieken bestonden die de procedure voor een reconstructie van het mannelijke geslachtsdeel succesvol konden uitvoeren. Later volgde nog een hysterectomie en dat was voor hem voldoende. Hij heeft zijn eigen bedrijf Buck Angel Entertainment en verscheen reeds in vele programma's om over zijn ervaringen te praten.

## Filmografie
- 2003: The Adventures of Buck Naked
- 2004: The Adventures of Buck Naked 2 'Bucks Fantasies'
- 2005: Big Boob Adventures
- 2006: Buck Angel's V for Vagina
- 2006: The Buck Stops Here
- 2007: Buckback Mountain

## Onderscheidingen
- 2007 AVN Award: Trans-sexual Performer of the Year
- 2008, 2009, en 2010, genomineerd voor AVN Award Transsexual Performer of the Year
- 2008 Feminist Porn Award: Boundary Breaker of the Year
- 2008 genomineerd voor GayVN Award "Best Alternative Release" en "Best Specialty Release"